# AN/ASQ-239
AN/ASQ-239 – zintegrowany układ walki elektronicznej w postaci hardware i softwaru zaprojektowanego i zoptymalizowanego do zapewnienia samolotowi myśliwskiemu F-35 Lightning II wysokiego poziomu wykrywania zagrożeń powietrze–powietrze i ziemia–powietrze oraz samoobrony w tym zakresie. Zadaniem układu jest poszukiwanie, detekcja, identyfikacja, lokalizacja i przeciwdziałanie zagrożeniom radarowym i w podczerwieni. System walki elektroniczne zapewnia elektroniczne środki wsparcia (ESM) poprzez ostrzeganie o opromieniowaniu radarowym, lokalizację źródła emisji radarowej,  przeciwdziałanie elektroniczne i atak elektroniczny z użyciem wielofunkcyjnej anteny radaru AN/APG-81. ASQ-239 cechuje się wykorzystywaniem szerokiego spektrum częstotliwości szybkim czasem reakcji, wysoką czułością i wysokim prawdopodobieństwem przechwycenia wrogiego sygnału.
W zakresie walki elektronicznej,  układ korzysta 12 szerokopasmowych odbiorników zgrupowanych  w trzech zintegrowanych zespołach po cztery odbiorniki każdy, które przechwytują energię fali radarowej i przetwarzają ją w poprzez  zespół konwerterów z postaci analogowej, na postać cyfrową, celem poddania tych danych dalszej obróbce cyfrowej, w zależności od korzystnego w danej sytuacji sposobu ataku elektronicznego. System ten zbiera również i przetwarza dane dla bazy danych  rozpoznania elektronicznego ELINT (Electronic Intelligence).
Układ ten wspiera również pracę wabika elektronicznego T-1687/ALE-70(V), jest także jednym z zestawu sensorów biorących udział w fuzji danych Sensor Fusion F-35.